# Gamma Tauri
Gamma Tauri (γ Tau, γ Tauri) è una stella nella costellazione del Toro e membro dell'ammasso aperto delle Iadi. Ha il nome tradizionale di Hyadum I, che deriva dal latino e significa "Prima Iade", riferito alle ninfe della mitologia greca. Nonostante abbia ricevuto la lettera greca "γ" (la terza dell'alfabeto greco) nella nomenclatura di Bayer, con una magnitudine apparente pari a 3,65 è solamente l'undicesima stella più brillante della costellazione.

## Osservazione
Gamma Tauri è situata circa 3° a ovest della brillante Aldebaran ed è una delle più brillanti dell'ammasso delle Iadi (del quale Aldebaran non fa parte), seconda in brillantezza solo ad Ain (ε Tauri). Avendo una declinazione di +15°, Gamma Tauri è una stella dell'emisfero boreale. Data tuttavia la sua relativa vicinanza all'equatore celeste le sue possibilità di osservazione nell'emisfero australe sono ampie: essa è invisibile solo più a sud del 75º parallelo, cioè solo nelle regioni antartiche. Tuttavia essa apparirà bassa all'orizzonte nord nelle regioni più meridionali del Sudamerica e della Nuova Zelanda. D'altra parte una tale posizione fa sì che la stella risulti circumpolare solo nelle regioni artiche e in quelle più settentrionali della Russia, della Groenlandia, del Canada e dell'Alaska.
Essendo di magnitudine 3,65, la si può osservare anche dai piccoli centri urbani senza difficoltà, sebbene un cielo non eccessivamente inquinato sia maggiormente indicato per la sua individuazione. Il periodo migliore per la sua osservazioni ricade nei mesi dell'inverno boreale, da ottobre ad aprile.

## Caratteristiche fisiche
Gamma Tauri è una gigante giallo-arancione di tipo spettrale K0III, a volte classificata anche di classe G8. Si trova a circa 2,5 parsec dal centro della Iadi, l'ammasso aperto più vicino al Sole. Questa stella è già passata attraverso la fase di sequenza principale, e divenuta una gigante sta ora fondendo l'elio all'interno del suo nucleo. L'età di Gamma Tauri è stimata attorno ai 530 milioni di anni; in confronto, l'età delle Iadi è di circa 625 milioni di anni, con un margine di errore di 50 milioni di anni. 
Sulla base delle misure di parallasse del satellite Hipparcos, Gamma Tauri si trova a circa 161 anni luce dalla Terra. Il diametro angolare di questa stella è stato misurato utilizzando l'interferometro CHARA Array con un margine d'errore del 2%. Dopo le correzioni dovute all'oscuramento al bordo, il raggio stellare è risultato essere 13,4 volte il raggio solare. La stella irradia circa 74 volte la luminosità del Sole
e ha 2,7 volte la sua massa, mentre con una bassa velocità di rotazione impiega 253 giorni per completare una rotazione su sé stessa. La peculiarità di Gamma Tauri è che sembra mostrare negli strati più esterni un'attività magnetica insolita per una gigante che ruota lentamente su sé stessa, probabilmente proveniente dalla corona.
Gamma Tauri è catalogata come sospetta variabile con la designazione di NSV 1553; la sua magnitudine varia da 3,60 a 3,67 in un arco di tempo non ben definito.